# Конев, Андрей Алексеевич
Андрей Алексеевич Конев (26 января 1989, Миасс) — российский хоккеист, защитник. Воспитанник челябинского «Трактора».

## Карьера
Андрей Конев начал свою профессиональную карьеру в 2007 году в составе родного челябинского «Трактора», выступая до этого за его фарм-клуб. В своём дебютном сезоне Андрей провёл на площадке 15 матчей, в которых он набрал 1 (0+1) очко. Начиная с сезона 2008/09 Конев застолбил за собой место в основном составе команды. В сезоне 2009/10 Андрей в 36 матчах набрал 6 (1+5) очков, однако в самом конце года он получил траму плеча и не смог доиграть сезон.
Вернувшись в строй после травмы, Конев провёл на площадке 12 матчей, однако затем вновь получил серьёзное повреждение и выбыл из состава до конца сезона 2010/11. Следующий сезон Андрей начал в составе «Трактора», однако 5 января 2012 года он стал игроком ярославского «Локомотива», который, в связи с трагедией 7 сентября, воспользовался своим правом набирать игроков в возрасте от 17 до 22 лет, имеющих действующие контракты с клубами КХЛ и ВХЛ. Конев мог остаться в Челябинске до конца сезона, однако руководство клуба, возмущённое подписанием игроком трёхлетнего контракта, приняло решение заранее расторгнуть действующее соглашение.
23 октября 2012 года подписал контракт на 3 года с уфимским «Салаватом Юлаевым».  Конев перешёл в «Донбасс» 12 января 2014 года.
18 июня 2014 года «Сибирь» выкупил у «Донбасса» его контракт.
26 ноября 2015 года перешёл в состав владивостокской команды «Адмирал».

## Статистика
| Легенда | Легенда                    | Легенда | Легенда                   | Легенда | Легенда    |
| ------- | -------------------------- | ------- | ------------------------- | ------- | ---------- |
| И       | Количество проведённых игр | Штр     | Штрафное время            | +/−     | Плюс-минус |
| Г       | Голы                       | П       | Голевые передачи          | О       | Очки       |
| -       | Статистика неизвестна      | —       | Статистика не учитывалась |         |            |